# Global Harbor Towers
Les Global Harbor Towers sont deux gratte-ciel jumeaux de 245 mètres construits en 2014 à Shanghai en Chine. 

## Galerie

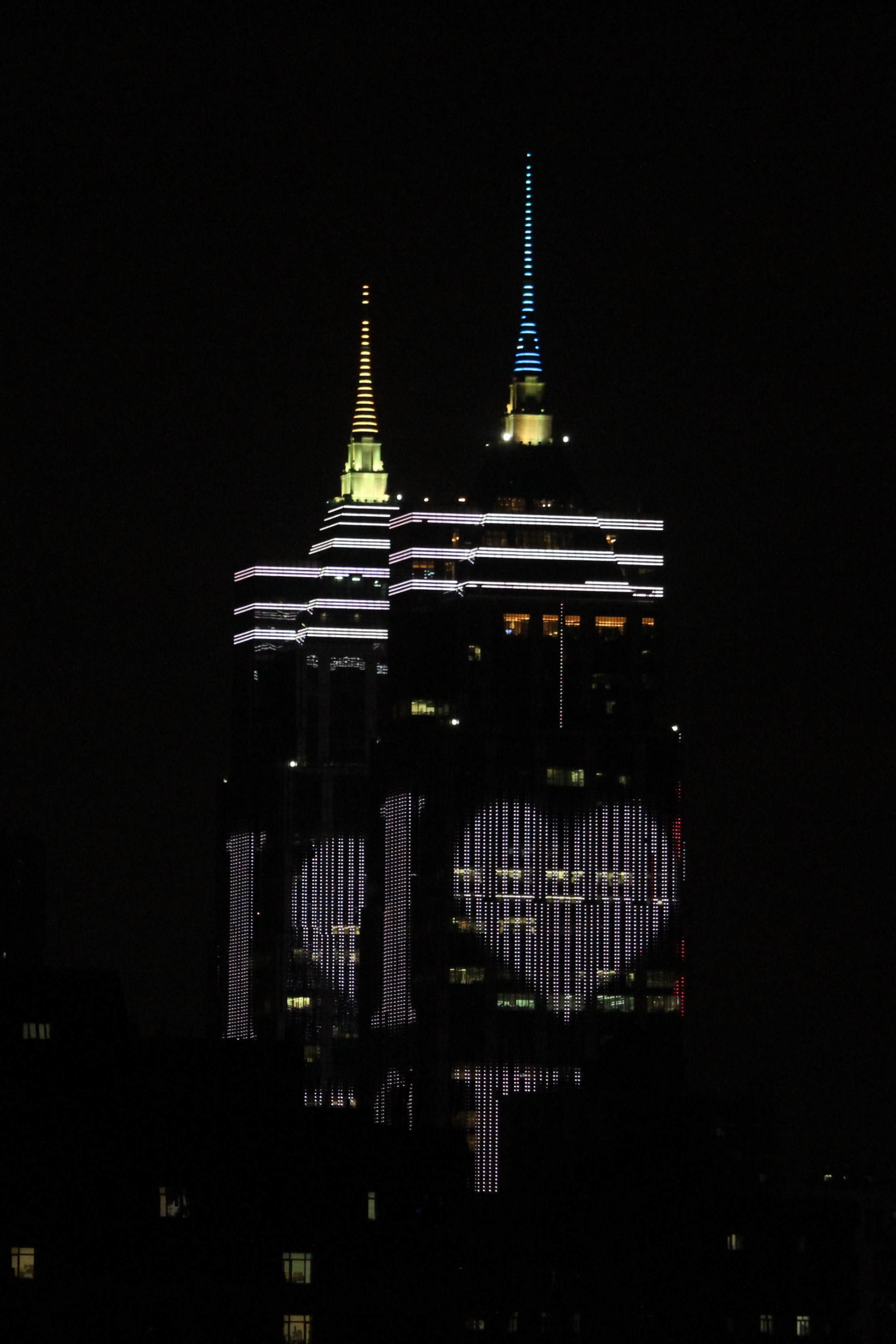
Les tours de nuit
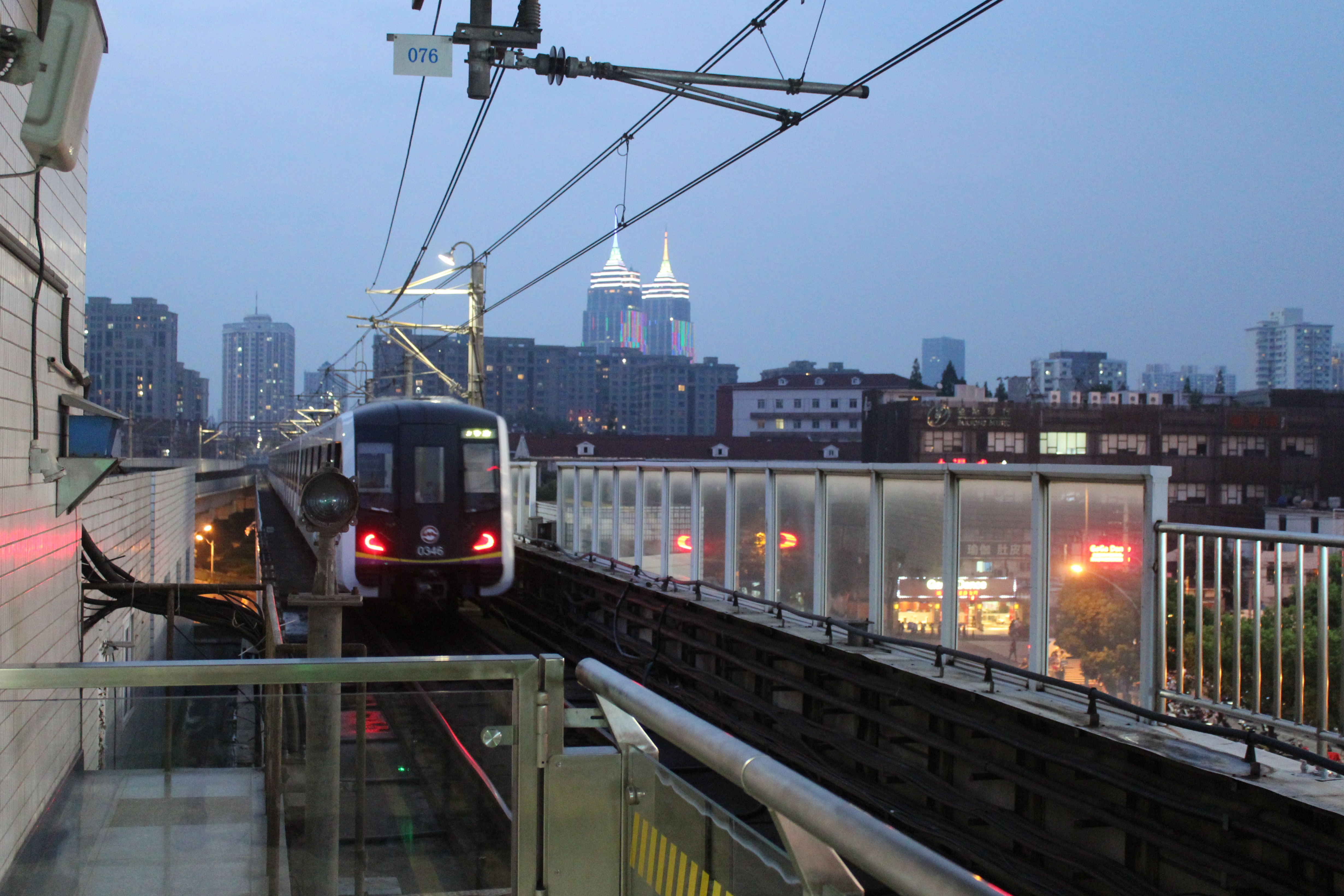
Vue depuis les lignes 3 et 4 du métro